# Eustomias filifer
Eustomias filifer – gatunek głębinowej ryby z rodziny wężorowatych (Stomiidae).

## Występowanie
Gatunek batypelagiczny. Zasięg występowania E. filifer obejmuje wody Oceanu Atlantyckiego od 40° N do 35° S i od 98° W do 20° E.

## Charakterystyka
Ryba ma wydłużone, wąskie ciało o maksymalnej długości 23,2 cm.